# Így élni jó (film)
Az Így élni jó (eredeti angol címe You Can't Take It with You) Frank Capra által rendezett, 1938-ban bemutatott amerikai romantikus filmvígjáték. Alapjául George Kaufman és Moss Hart azonos című Pulitzer-díjas színműve szolgált.
A filmet hét Oscar-díjra jelölték, melyből kettőt meg is nyert. Köztük a legjobb rendezőit is, mely Capra harmadik Oscarja volt öt éven belül az Ez történt egy éjszaka és a Váratlan örökség mellett. A film a rendező hazájában az év legnagyobb kasszasikere is volt.
Magyarországon a filmet 1941. április 2-án mutatták be.

## Történet
|  | Alább a cselekmény részletei következnek! |

Az Acéltröszt elnökének fia, Tony Kirby (James Stewart) és Alice gépírókisasszony megszeretik egymást. Alice (Jean Arthur) a különc Sycamore család egyetlen normálisan viselkedő tagja. Nagyapja valaha gazdag volt, de a pénz nem boldogította; egy napon mindent otthagyott, beköltözött egy külvárosi házba. Azóta ott él a családjával szegényen, de elégedetten és jókedvűen. 
A kapcsolatot a fiú dúsgazdag bankár apja (Edward Arnold) és sznob anyja (Mary Forbes) erősen ellenzi. Mikor Alice családja meghívja Kirbyéket vacsorára, hogy jobban megismerjék egymást, a dolgok nem úgy alakulnak,  ahogy azt a lány remélte. Az öreg Vanderhof házában furcsa élet folyik. Mindenki azt csinál, amihez kedve van, nagy a felfordulás és a zenebona. Kirby-ék tudni sem akarnak a házasságról és olyan gőgösen viselkednek Alice családjával, hogy így már a lány sem akar Tony felesége lenni.
Az acéltröszt közgyűlésén az ifjú Kirbyt választják meg elnöknek, de Tony visszautasítja a tisztséget. Otthagyja a céget és szüleit, hogy megkeresse a lányt. Az apát nemcsak ez a csapás éri. Versenytársa, akit kíméletlenül lehengerelt, öngyilkos lesz. Egyszerre Kirby is ráeszmél, hogy a pénz nem boldogít. Ő is otthagy mindent és elmegy a Vanderhof-házba. Megtalálja a fiát, a lelke nyugalmát, a jókedvét azok között az emberek között, akiket nem üldöz a pénz ördöge.

## Szereposztás
| Színész          | Karakter                 |
| ---------------- | ------------------------ |
| Jean Arthur      | Alice Sycamore           |
| Lionel Barrymore | Martin Vanderhof nagyapa |
| James Stewart    | Tony Kirby               |
| Edward Arnold    | Anthony P. Kirby         |
| Spring Byington  | Penny Sycamore           |
| Mischa Auer      | Boris Kolenkhov          |
| Ann Miller       | Essie Carmichael         |
| Samuel S. Hinds  | Paul Sycamore            |
| Mary Forbes      | Mrs. Anthony P. Kirby    |

## Oscar-díj
- Oscar-díj (1939)

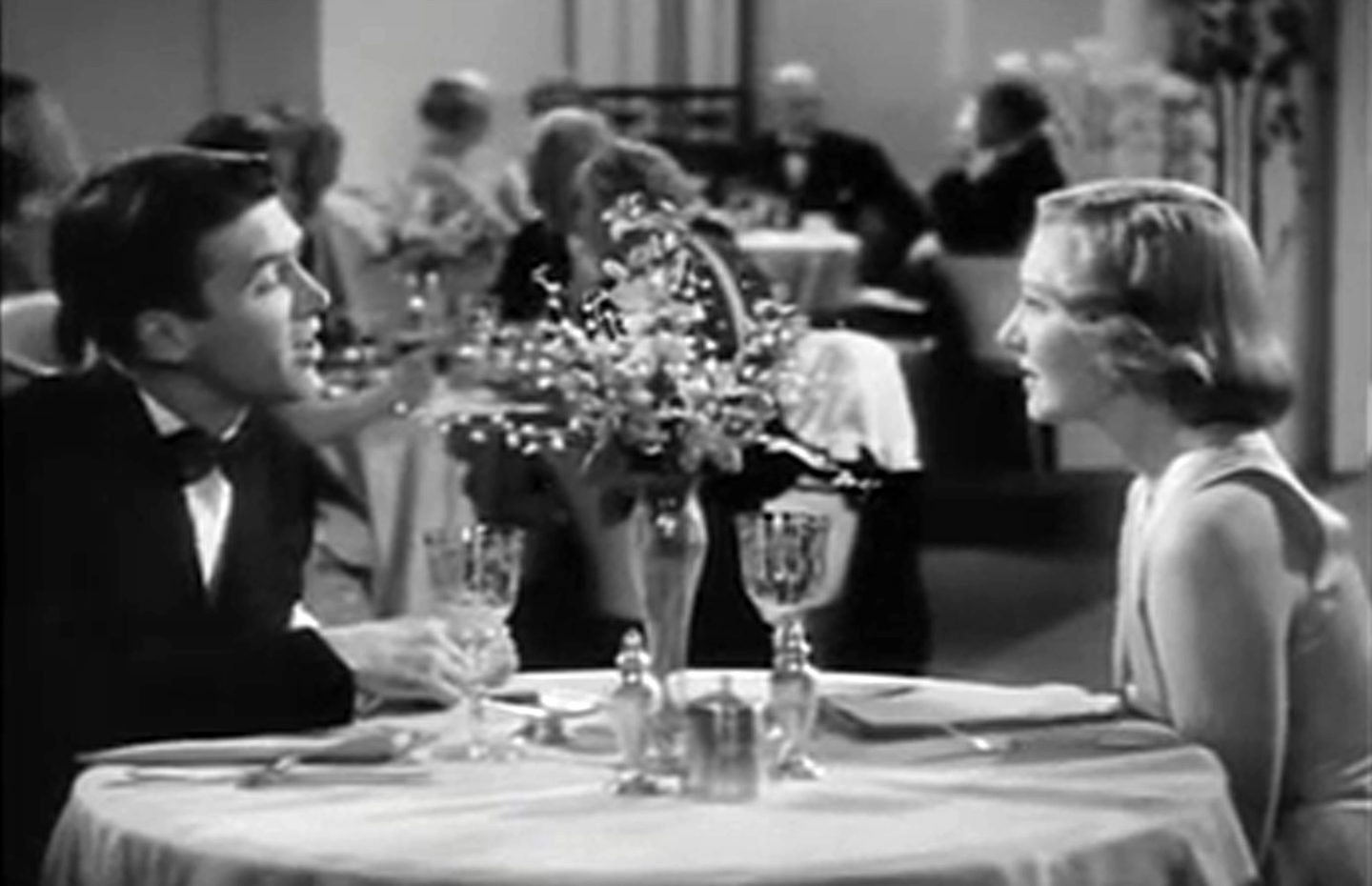
James Stewart és Jean Arthur

  - díj: legjobb film – Columbia Pictures
  - díj: legjobb rendező – Frank Capra
  - jelölés: legjobb női mellékszereplő – Spring Byington
  - jelölés: legjobb forgatókönyv – Robert Riskin
  - jelölés: legjobb operatőr – Joseph Walker
  - jelölés: legjobb vágó – Gene Havlick
  - jelölés: legjobb hang – John P. Livadary

## Fordítás
- Ez a szócikk részben vagy egészben  a   You_Can't_Take_It_With_You című angol Wikipédia-szócikk fordításán alapul.  Az eredeti cikk szerkesztőit annak laptörténete sorolja fel. Ez a jelzés csupán a megfogalmazás eredetét és a szerzői jogokat jelzi, nem szolgál a cikkben szereplő információk forrásmegjelöléseként.